# Gaius Scribonius Curio (volkstribuun)
Gaius Scribonius Curio (90 v.Chr.?-49 v.Chr.) was een politicus en volkstribuun in de Romeinse Republiek.
Curio was de zoon van Gaius Scribonius Curio, die in 76 v.Chr. consul en van 75 tot 72 v.Chr. proconsul van de provincie Macedonia was. In zijn jeugd behoorde Scribonius Curio tot een groep rond de ongeveer even oude Publius Clodius Pulcher, die later een beruchte politicus en uitgesproken tegenstander van Caesar en Cicero zou worden. In 50 v.Chr. werd hij volkstribuun en sloot hij zich aan bij de groep rond Julius Caesar, waartoe ook Marcus Antonius en Cicero behoorden. Een jaar later brak de burgeroorlog tussen Pompeius en Caesar uit. Nadat Caesar Pompeius uit Italië had verjaagd stuurde hij Curio met drie legioenen op weg om Sicilië te veroveren. Hier was Pompeius' medestander Cato reeds gevlucht naar Africa, zodat Sicilië zonder gevecht in handen van Caesar kwam. Curio vertrok daarop ook naar Africa om de graantoevoer naar Rome zeker te stellen.
Bij de stad Utica raakte Curio in gevecht met het leger van Attius Varus. Hij won de slag bij Utica en stootte kort daarna op een detachement van het leger van Pompeius' bondgenoot Juba I van Numidië. Deze had echter zijn hoofdmacht in de buurt verborgen gehouden, en ondanks aanvankelijke successen werd Curio's leger in de slag bij de Bagradas uiteindelijk vrijwel geheel vernietigd. Curio zelf sneuvelde tussen zijn manschappen.